# Guatemala op de Olympische Zomerspelen 1988
Guatemala nam deel aan de Olympische Zomerspelen 1988 in Seoel, Zuid-Korea. Er werden geen medailles gewonnen door Guatemala.

## Deelnemers en resultaten per onderdeel

### Atletiek
| Olympiër        | Discipline   | Resultaat | Prestatie |
| --------------- | ------------ | --------- | --------- |
| María del Pilar | marathon (v) | 53e       | 2:51.3    |

### Boksen
| Olympiër       | Discipline | Resultaat | Prestatie                                                                      |
| -------------- | ---------- | --------- | ------------------------------------------------------------------------------ |
| Giovanni Pérez | -54kg (m)  | 17e       | 1ste ronde: vrij 2de ronde: V van USA McKinney: scheidsrechterlijke beslissing |

### Gymnastiek
| Olympiër             | Discipline               | Resultaat | Prestatie                             |
| -------------------- | ------------------------ | --------- | ------------------------------------- |
| Maria Flores-Wurmser | individuele meerkamp (v) | 76e       | kwalificatie: 76ste met 75,325 punten |

### Schietsport
| Olympiër                | Discipline            | Resultaat | Prestatie                                    |
| ----------------------- | --------------------- | --------- | -------------------------------------------- |
| Carlos Silva Monterrosa | 50m bewegend doel (m) | 23e       | kwalificatie: 23ste met 569 punten (284-285) |

### Voetbal
| Olympiër | Discipline | Resultaat | Prestatie                                                        |
| --- | ---------- | --------- | ---------------------------------------------------------------- |
| Ricardo Piccinini Juan Dávila Rocael Mazariegos Allan Wellmann Victor Hugo Monzón Alejandro Ortiz Obregón Julio Gómez David Gardiner Juan Manuel Funes Luis Rodolfo López Carlos Castañeda Adán Paniagua Norman Delva Byron Pérez Julio Rodas Jaime Batres Eddy Alburez Ottoniel Guevara Kevin Sandoval | manenn     | 13e       | groep B: 4de V van Italië: 2-5 V van Irak: 0-3 V van Zambia: 0-4 |

| Groep B |           |             |             |             |             |            |            |            |        |
| #       | Land      | Wedstrijden | Wedstrijden | Wedstrijden | Wedstrijden | Doelpunten | Doelpunten | Doelpunten | Punten |
| #       | Land      | G           | W           | G           | V           | V          | T          | Saldo      | Punten |
| 1       | Zambia    | 3           | 2           | 1           | 0           | 10         | 2          | +8         | 5      |
| 2       | Italië    | 3           | 2           | 0           | 1           | 7          | 6          | +1         | 4      |
| 3       | Irak      | 3           | 1           | 1           | 1           | 5          | 4          | +1         | 3      |
| 4       | Guatemala | 3           | 0           | 0           | 3           | 2          | 12         | -10        | 0      |

| Ronde        | Datum   | Plaats | Land | Score     | Land |
| ------------ | ------- | ------ | ---- | --------- | ---- |
| Groepsfase   |         |        |      |           |      |
| 17 september | Gwangju | Italië | 5-2  | Guatemala |      |
| 19 september | Daejeon | Irak   | 3-0  | Guatemala |      |
| 21 september | Gwangju | Zambia | 4-0  | Guatemala |      |

### Wielersport
| Olympiër                                                 | Discipline         | Resultaat | Prestatie |
| Baan                                                     | Baan               | Baan      | Baan      |
| -------------------------------------------------------- | ------------------ | --------- | --------- |
| Max Leiva                                                | tijdrit (m)        | 23e       | 1.09,214  |
| Weg                                                      |                    |           |           |
| Óscar Aquino                                             | wegwedstrijd (m)   | 86e       | 4:32.56   |
| Víctor Lechuga                                           | wegwedstrijd (m)   | 100e      | 4:44.37   |
| Andrés Torres                                            | wegwedstrijd (m)   | 84e       | 4:32.56   |
| Óscar Aquino Julio Illescas Víctor Lechuga Andrés Torres | ploegentijdrit (m) | 26e       | 2:18.58,7 |

### Worstelen
| Olympiër              | Discipline  | Resultaat   | Prestatie                                                   |
| Vrije stijl           | Vrije stijl | Vrije stijl | Vrije stijl                                                 |
| --------------------- | ----------- | ----------- | ----------------------------------------------------------- |
| Edvin-Eduardo Vásquez | -52kg (m)   | 29e         | groep A: 15de V van MEX Olvera: 0-4 V van FRA Bourdin: 0-4  |
| Grieks-Romeins        |             |             |                                                             |
| Edvin-Eduardo Vásquez | -52kg (m)   | 17e         | groep A: 9de V van TCH Jankovics: 0-4 V van FRA Robert: 0-4 |

### Zwemmen
| Olympiër               | Discipline           | Resultaat | Prestatie                |
| ---------------------- | -------------------- | --------- | ------------------------ |
| Blanca Morales-Masella | 100m vlinderslag (v) | 28e       | serie 2: 4de in 1.05,02  |
| Blanca Morales-Masella | 200m vlinderslag (v) | 21e       | serie 1: 1ste in 2.19,28 |

Afghanistan · Algerije · Amerikaanse Maagdeneilanden · Amerikaans-Samoa · Andorra · Angola · Antigua en Barbuda · Argentinië · Aruba · Australië · Bahama’s · Bahrein · Bangladesh · Barbados · België · Belize · Benin · Bermuda · Bhutan · Birma · Bolivia · Bondsrepubliek Duitsland · Botswana · Brazilië · Britse Maagdeneilanden · Brunei · Bulgarije · Burkina Faso · Canada · Centraal-Afrikaanse Republiek · Chili · China · Chinees Taipei · Colombia · Congo-Brazzaville · Cookeilanden · Costa Rica · Cyprus · Denemarken · Djibouti · Dominicaanse Republiek · Duitse Democratische Republiek · Ecuador · Egypte · El Salvador · Equatoriaal-Guinea · Fiji · Filipijnen · Finland · Frankrijk · Gabon · Gambia · Ghana · Grenada · Griekenland · Groot-Brittannië · Guam · Guatemala · Guinee · Guyana · Haïti · Honduras · Hongarije · Hongkong · Ierland · IJsland · India · Indonesië · Irak · Iran · Israël · Italië · Ivoorkust · Jamaica · Japan · Joegoslavië · Jordanië · Kaaimaneilanden · Kameroen · Kenia · Koeweit · Laos · Lesotho · Libanon · Liberia · Libië · Liechtenstein · Luxemburg · Malawi · Malediven · Maleisië · Mali · Malta · Marokko · Mauritanië · Mauritius · Mexico · Monaco · Mongolië · Mozambique · Nederland · Nederlandse Antillen · Nepal · Nieuw-Zeeland · Niger · Nigeria · Noord-Jemen · Noorwegen · Oeganda · Oman · Oostenrijk · Pakistan · Panama · Papoea-Nieuw-Guinea · Paraguay · Peru · Polen · Portugal · Puerto Rico · Qatar · Roemenië · Rwanda · Saint Vincent en de Grenadines · Salomonseilanden · Samoa · San Marino · Saoedi-Arabië · Senegal · Sierra Leone · Singapore · Soedan · Somalië · Sovjet-Unie · Spanje · Sri Lanka · Suriname · Swaziland · Syrië · Tanzania · Thailand · Togo · Tonga · Trinidad en Tobago · Tsjaad · Tsjecho-Slowakije · Tunesië · Turkije · Uruguay · Vanuatu · Venezuela · Verenigde Arabische Emiraten · Verenigde Staten · Vietnam · Zaïre · Zambia · Zimbabwe · Zuid-Jemen · Zuid-Korea · Zweden · Zwitserland